# واي بي سي 7289

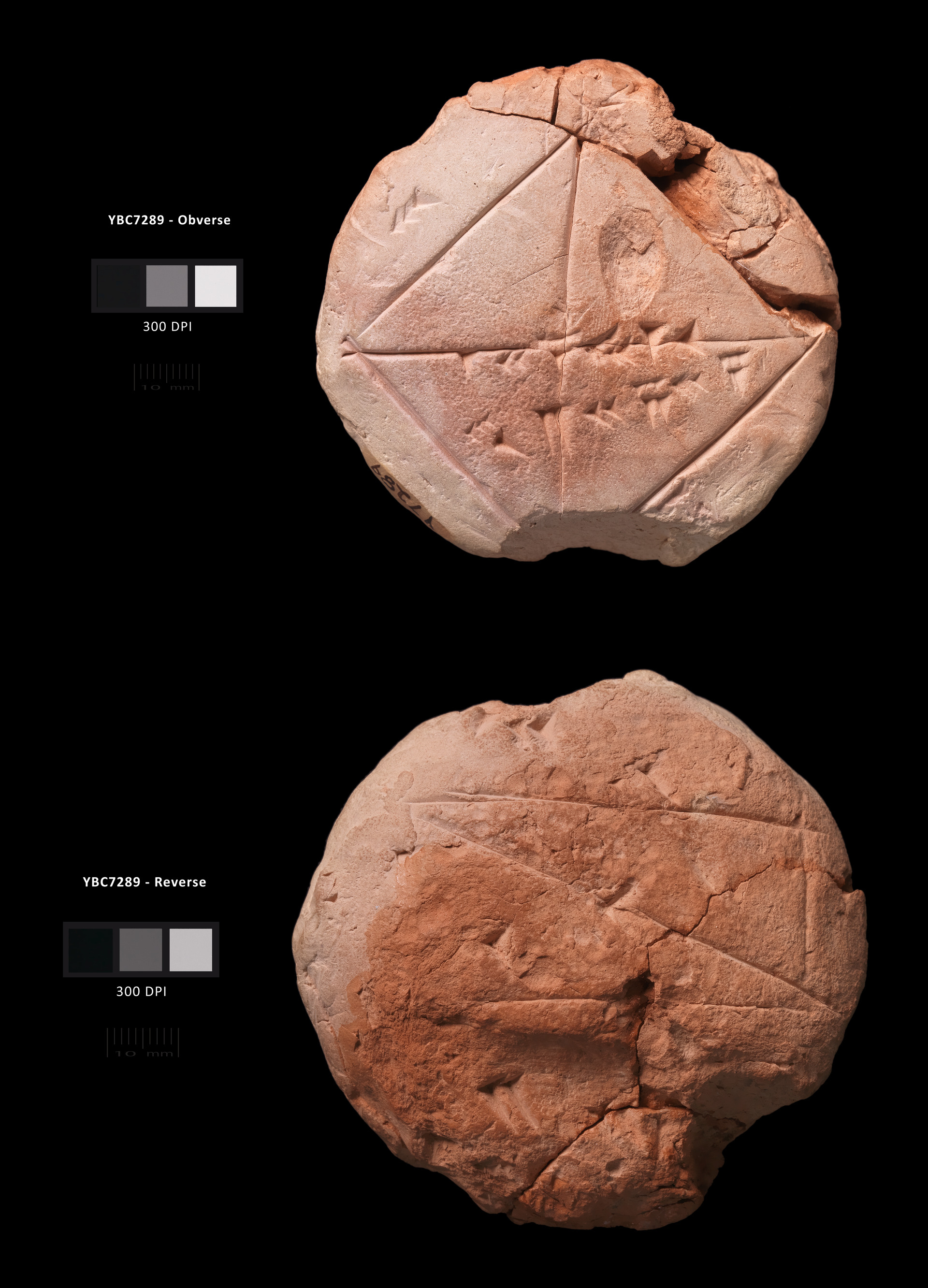
اللوح واي بي سي 7289

عِبارة عن لوح طيني بَابِلي معروف باحتوائه على تقريب ستيني دقيق لجذر الـ 2 التربيعي {\displaystyle {\sqrt {2}}}. يُعطى هذا الرقم إلى ما يُعادل ستة أرقام عشرية، وصف اللوح بكونه «أعظم دِقة حِسابية مَعروفة... في العالم القَديم». يُعتقد أن اللوح من عمل طالب من جنوب بلادُ الرافدين في الفترة بين 1800 و 1600 ق.م. تم التبرع به لمجموعة جامعة ييل من قبل رجُل الأعمال الأمريكي «جون مورجان».

## المُحتويات
اللوحة عبارة عن مُربع بقطريه. يُشار إلى جانب واحد من المربع بالرقم الستيني 30. يُشار إلى قطري المربع برقمين ستيني. الأول، 1;24,51,10 يُمثل الرقم 305470/216000 ≈ 1.414213، وهو تقريب عددي للجذر التربيعي لاثنين وهو أقل من جُزء واحد في مليوني. الرقم الثاني هو 42;25,35 = 30547/720 ≈ 42.426. هذا الرقم ناتج عن ضرب 30 بالتقريب المُعطى للجذر التربيعي لاثنين، ويقارب طول قطر مربع طول الضلع 30.
نظرًا لأن التدوين الستيني البابلي لم يُشر إلى الرقم الذي له قيمة مكانية، فإن أحد التفسيرات البديلة هو أن الرقم على جانب المربع هو 30/60 = 1/2. بمُوجب هذا التفسير البديل، يكون الرقم الموجود على القطر هو 30547/43200 ≈ 0.70711، وهو تقريب عددي قريب لـ {\displaystyle 1/{\sqrt {2}}}، طول القطر لمُربع طول ضلعه 1/2، أي أقل من جزء واحد في مليوني. كتب «دايفيد فولر» و«إليانور روبسون»، «وهكذا لدينا زوج مُتبادل من الأرقام مع تفسير هَندسي…». يُشيرون إلى أنه في حين أن أهمية الأزواج المتبادلة في الرياضيات البابلية تجعل هذا التفسير جذابًا، إلا أن هُناك أسبابًا للشك.
تعرض الجانب الآخر من اللوح إلى المَسح جُزئيًا، لكن «روبسون» يعتقد أنه يحتوي على مُشكلة مُماثلة تتعلق بقطر المُستطيل الذي يكون ضلعه وقطره بنسبة 3: 4: 5.

## التفسير

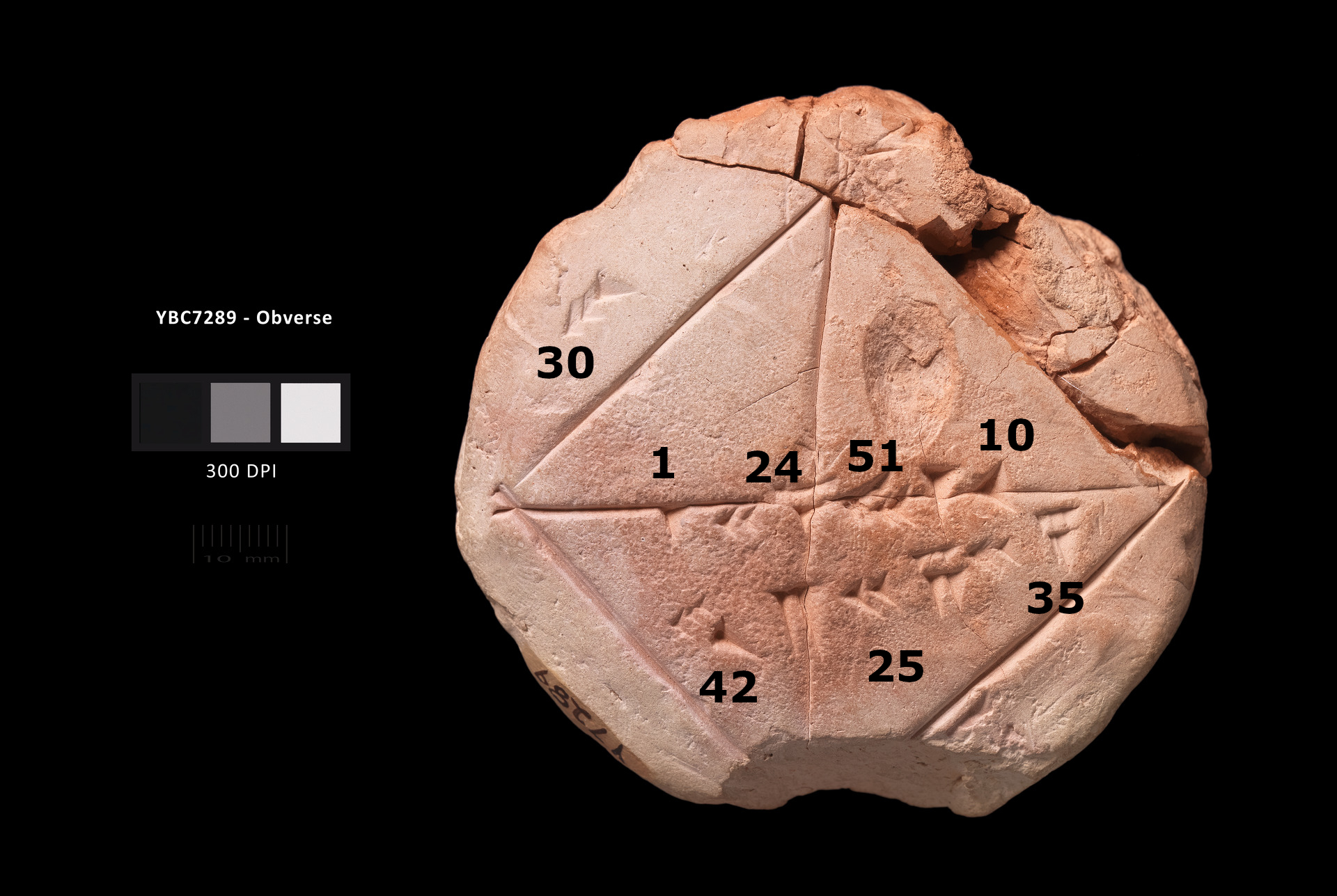
لوح واي بي سي 7289 البابلي مع التعليقات التوضيحية. يعرض أللوح تقريبًا لجذر الـ 2 التربيعي في أربعة أرقام ستينية، 1 24 51 1، وهو ما يصل إلى حوالي ستة أرقام عشرية.
1 + 24/60 + 51/60^{2} + 10/60^{3} = 1.41421296... يُعطي أللوح أيضًا مثالًا حيث يكون جانب واحد من المُربع هو 30 والقطر الناتج هو 42 25 35 أو 42.4263888...

على الرغم من أن لوح واي بي سي 7289 يتم تصويره بشكل مُتكرر مع المربع المُوجه قطريًا، إلا أن التقاليد البابلية القياسية لرسم المُربعات كانت ستجعل جوانب المُربع رأسيًا وأفقيًا، مع وجود الجانب المرقم في الأعلى. يُشير الشكل الدائري الصغير للوح، والكتابة الكبيرة عليه، إلى أنه كان «لوحًا يدويًا» من النوع المُستخدم عادةً من قبل الطالب الذي يُمسكه في راحة يده. من المُحتمل أن يكون الطالب قد نسخ القيمة الستينية لجذر الـ 2 التربيعي من لوح طيني آخر، ولكن يُمكن العثور على إجراء تكراري لحساب مثل هذه القيمة في لوح بابلي آخر، BM 96957 + VAT 6598.
تم التعرُف على الأهمية الرياضية لهذا اللوح الطيني لأول مرة من قبل «أوتو نوغوباور» و«إبراهام زاكس» في عام 1945. يوضح اللوح «أعظم دِقة حِسابية مَعروفة... في العالم القَديم»، أي ما يعادل دقة ستة أرقام عشرية. تتضمن الألواح البابلية الأخرى حسابات مناطق السُداسي والسُباعي، والتي تتضمن تقريب الأرقام الجبرية الأكثر تعقيدًا مثل {\displaystyle {\sqrt {3}}}. نفس قيمة {\displaystyle {\sqrt {3}}} يُمكن استخدامُها أيضًا في تفسير بعض الحسابات المصرية القديمة لأبعاد الأهرامات. ومع ذلك، فإن الدقة العددية الأكبر بكثير للأرقام الموجودة على لوح واي بي سي 7289 تجعل من الواضح أنها نتيجة إجراء حسابات رياضية مُعقدة، بدلاً من كونها مُجرد تقدير.
نفس التقريب الستيني لـ {\displaystyle {\sqrt {2}}}، 1؛24,51,10، تم استخدامه لاحقًا من قبل عالم الرياضيات الإغريقي «كلوديوس بطليموس» في كتابه «المَجسطي». لم يشرح «بطليموس» من أين جاء هذا التقريب، وربما يُفترض أنه كان معروفًا في عصره.

## مصدر اللوح
من غير المعروف من أي بقعه أتى اللوح واي بي سي 7289 في بلاد الرافدين، لكن شكله وأسلوب كتابته يُرشح من المُحتمل أنه تم إنشاؤه في جنوب هذه الحضارة، في وقت ما بين 1800 و1600 ق.م. استحوذت عليها جامعة ييل في عام 1909 كتبرع من ملكية رجُل الأعمال الأمريكي «جون مورجان»، الذي كان قد جمع العديد من الألواح البابلية. شكلت مُقتنياتُه فيما بعد مجموعة جامعة ييل من الآثار البابلية.
في جامعة ييل، أنتج معهد الحفاظ على التُراث الثقافي نموذجًا رقميًا للوح واي بي سي 7289، مُناسبًا للطباعة ثُلاثية الأبعاد.